# Кормель-ле-Руайяль
Корме́ль-ле-Руайя́ль (фр. Cormelles-le-Royal) — коммуна во Франции, находится в регионе Нормандия, департамент Кальвадос, округ Кан, кантон Иф. Пригород Кана, примыкает к нему с юго-востока.
Население (2018) — 4 959 человек. 

## Достопримечательности
- Церковь Святого Мартина XVI—XVII веков, восстановленная после Второй мировой войны
- Здание мэрии XVIII века, бывший дом приходского священника

## Экономика
Структура занятости населения:
- сельское хозяйство — 0,2 %
- промышленность — 37,0 %
- строительство — 10,4 %
- торговля, транспорт и сфера услуг — 33,8 %
- государственные и муниципальные службы — 18,7 %.

Уровень безработицы (2017) — 10,7 % (Франция в целом —  13,4 %, департамент Кальвадос — 12,5 %). 

Среднегодовой доход на 1 человека, евро (2018) — 22 490 (Франция в целом — 21 730, департамент Кальвадос — 21 490).

## Демография
Динамика численности населения, чел.

## Администрация
Пост мэра Кормель-ле-Руайяля с 2014 года занимает Жан-Мари Гиймен (Jean-Marie Guillemin). На муниципальных выборах 2020 года возглавляемый им правый список был единственным.
| Период | Период | Фамилия          | Партия        | Примечания      |
| ------ | ------ | ---------------- | ------------- | --------------- |
| 1983   | 2014   | Бернар Облен     | Разные правые | фермер          |
| 2014   |        | Жан-Мари Гильмен | Разные правые | работник завода |

## Города-побратимы
- Комб Мартин, Великобритания
- Рётлайн, Германия

## Галерея

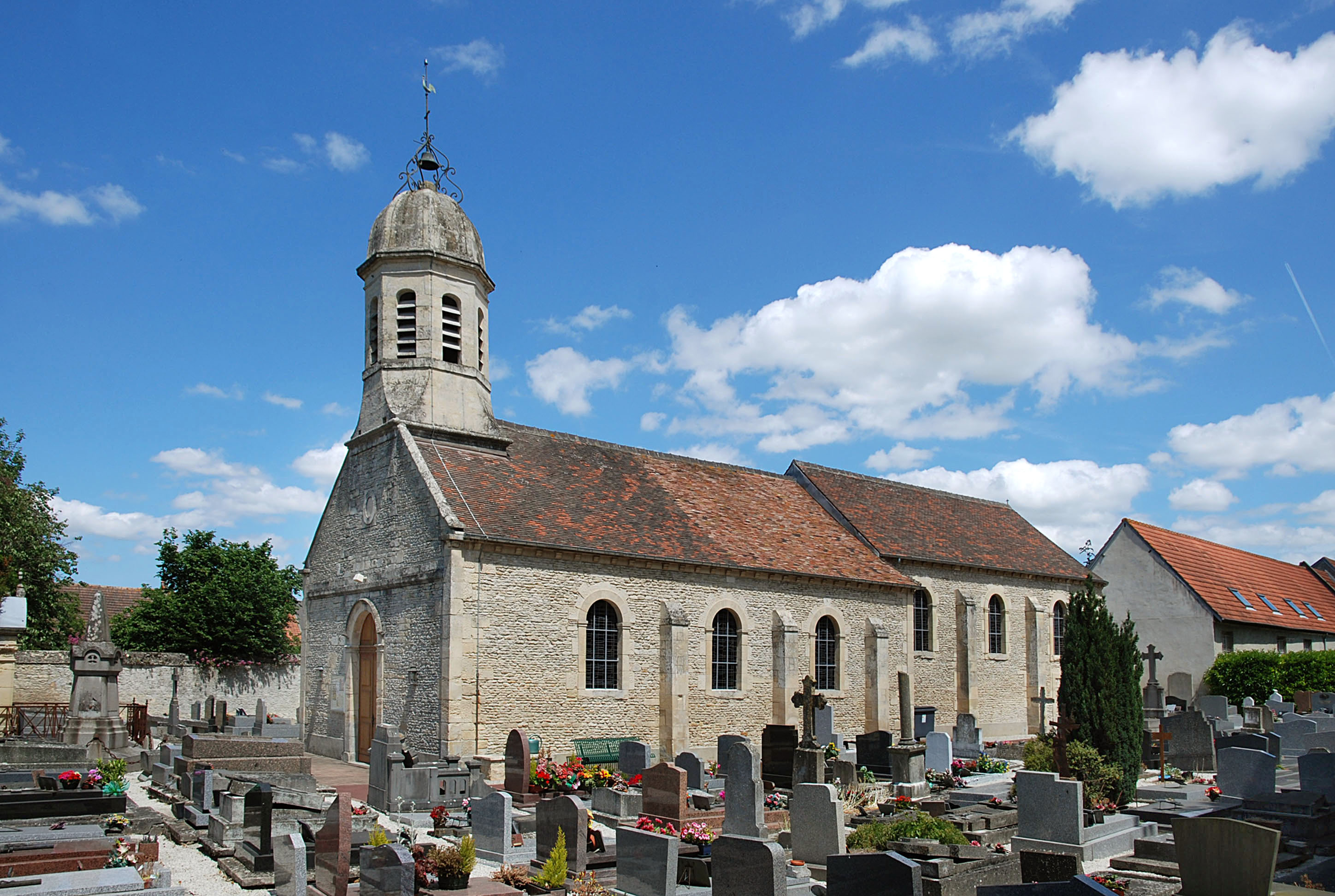
Церковь Святого Мартина

1. 1 2  база данных о французских коммунах — Национальный географический институт Франции, 2015.